# アントニオ・フィラレーテ

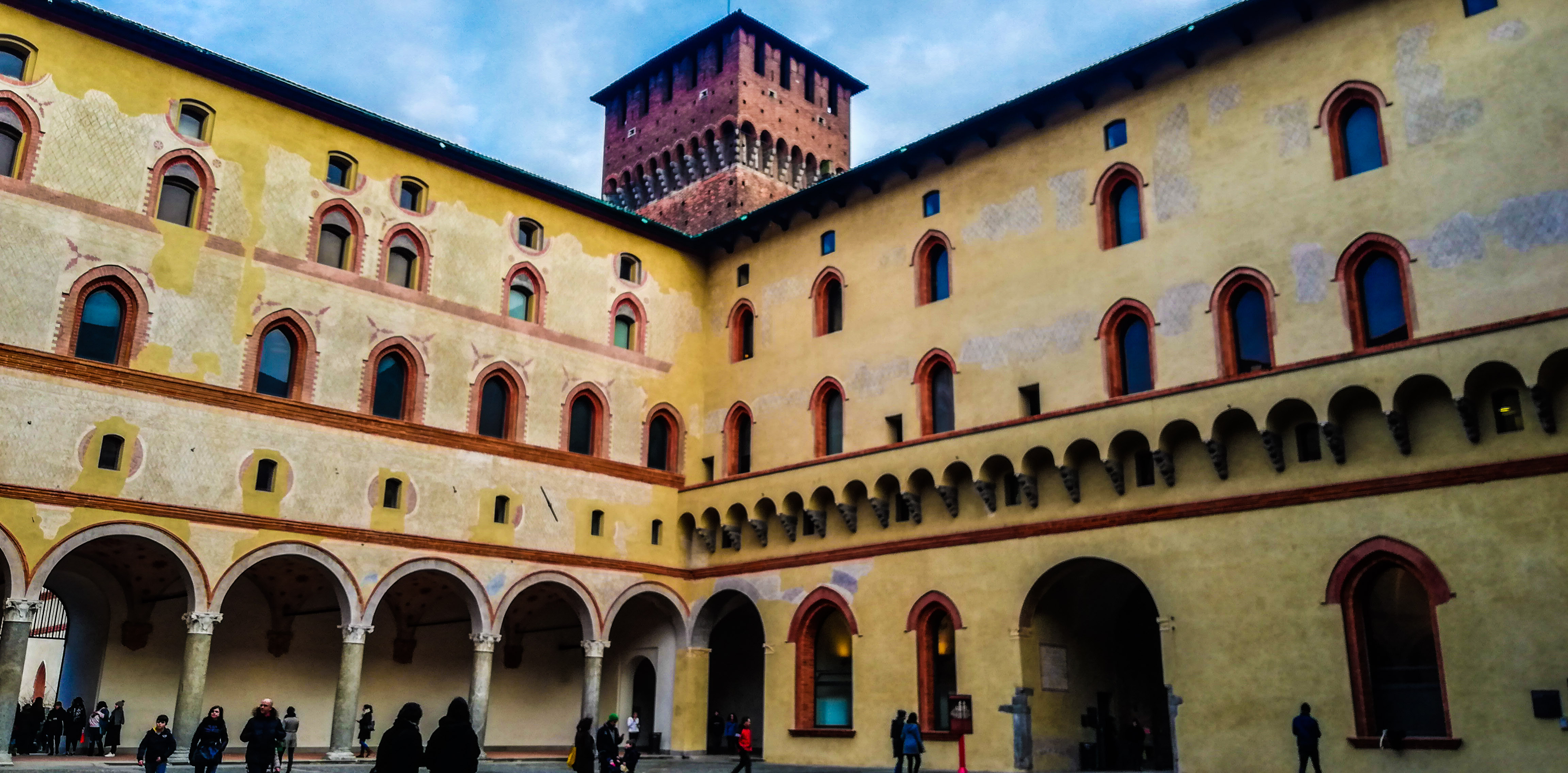
ミラノのスフォルツェスコ城

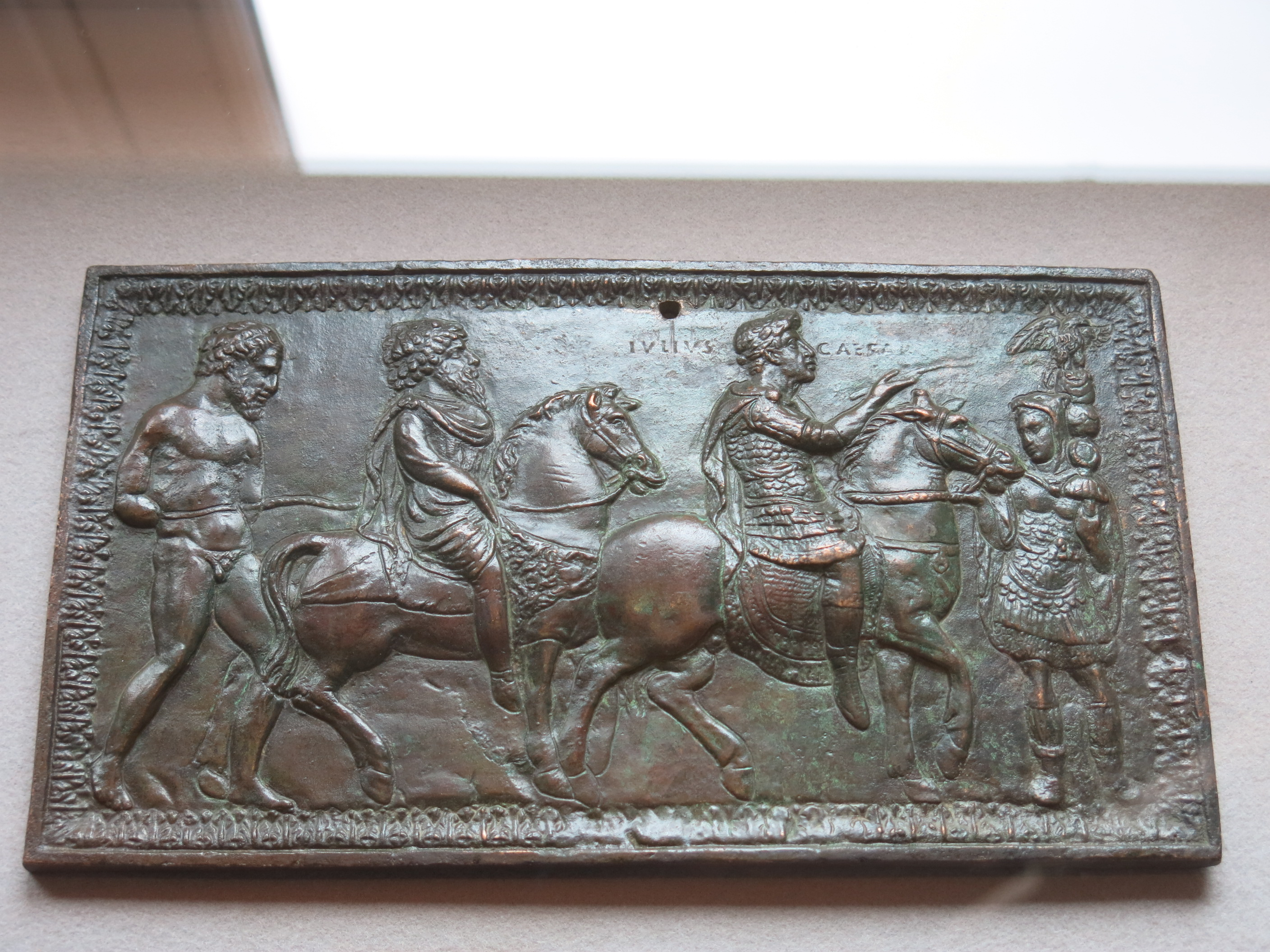
ルーブル美術館蔵のフィラレーテ作のレリーフ

[アントニオ・フィラレーテ（Antonio Averlino （Filarete）、1400年頃 - 1469年頃）は、初期ルネサンスの彫刻家、建築家。本名はアントニオ・ディ・ピエトロ・アヴェルリーノ（Antonio di Pietro Averulino）。フィラレーテは、ギリシャ語で「徳を愛する者」という意味で、彼が晩年に用いた名である。実作はあまり手掛けていないが、奇異で神秘的な計画案を遺したことで有名である。

## 生涯
生年ははっきりしないがフィレンツェに生まれ、彫刻家として出発した。おそらくロレンツォ・ギベルティの工房で修行したと考えられる。1443年にはサン・ピエトロ大聖堂のブロンズ製扉の製作を行ったことが知られているが、1447年、聖品盗難の容疑をかけられてローマを追放された。

1451年から1465年にかけて、フランチェスコ・スフォルツァに仕え、スフォルツァ城の改修にあたる。1456年には、オスペダーレ・マジョーレの設計を委託され、フィレンツェのオスペダーレ・デッリ・イノチェンティ（捨子保育院）とシエーナのオスペダーレ・デッラ・スカーラの視察を行った。この建築の建設は、1465年にグイニフォルテ・ソラーリが後を継いだため、立面はフィラレーテによるものではないが、平面はまぎれもなく彼の手になるもので、建物を対称に配置した最初の作例として知られている。

1457年にひと月程度ベルガモに滞在し、大聖堂の造営にあたった。その後、1469年頃にローマで没したと推定されているが、晩年の彼の経歴については、ほとんど分かっていない。
彼の『建築論（Trattato d’architettura）』は、ジョルジョ・ヴァザーリが最も奇妙な論、荒唐無稽と述べているものである。全25巻から成り、正八角形の理想都市スフォルズィンダは、西ヨーロッパ世界で最初の対称型都市計画である。

## 主要作品
- オスペダーレ・マジョーレ（ミラノ　1456年設計）
- ベルガモの大聖堂（ベルガモ　1457年起工）
- 『建築論（Trattato d’architettura）』（1461年から1464年）